# Bomb Magazine
Bomb Magazine est un magazine trimestriel new-yorkais édité par des artistes et des écrivains, créé en 1981. Il est composé, principalement, d'entretiens entre des créatifs, que ceux-ci interviennent dans les arts visuels, la littérature, la musique, le cinéma, le théâtre et l'architecture. En plus de ces entretiens, les numéros de ce magazine comportent  généralement des fictions inédites et des poèmes, ainsi que des informations et commentaires sur la vie artistiques et les dernières publications de revues. Ce magazine est publié par New Art Publications, Inc., une association à but non lucratif.

## Histoire
Le magazine Bomb est créé en 1981 par un groupe d’artistes newyorkais, incluant notamment Betsy Sussler, Michael McClard, la photographe Sarah Charlesworth, le scénariste Glenn O'Brien, et l’écrivaine et photographe Liza Bear. L’idée était de bénéficier des échanges entre artistes sur leurs créations respectives, sans passer par la médiation ou le filtre de critiques et de journalistes.
Peu de temps après sa création, le groupe à l’origine de ce magazine a constitué une association à but non lucratif, une 501(c)(3) : New Art Publications, Inc., pour publier ce magazine.
En 2004, la bibliothèque des documents rares et des manuscrits de l’université Columbia (Rare Book and Manuscript Library Columbia University Libraries) a acquis les archives éditoriales de la revue : entrevues enregistrées, manuscrits originaux,  photographies, illustrations, et  correspondance avec les artistes, écrivains et critiques. « Les archives de la bombe sont une mine de recherche inhabituelle pour la compréhension de la nature interdisciplinaire de l'art et des artistes », a déclaré Bruce W. Ferguson, doyen de la Columbia School of the Arts.
En 2005, les bureaux du magazine se sont déplacés de SoHo, un quartier de l'arrondissement de Manhattan à New York, à Fort Greene, dans Brooklyn, autre arrondissement de la ville de New York. En juin 2007, le magazine fêtait ses 100 numéros publiés et ses 25 ans.